# 武蔵野市立第五中学校
武蔵野市立第五中学校（むさしのしりつ だいごちゅうがっこう、英語: Musashino City 5th Junior High School）は、東京都武蔵野市関前二丁目に所在する公立中学校である。略称は五中。

## 概要
1961年（昭和36年）、武蔵野市で5番目の市立中学校として開校した。

## 沿革
- 1961年 - 武蔵野市立第五中学校創設・開校。
- 1962年 - プール竣工
- 1963年 - 校歌制定
- 1964年 - 体育館竣工
- 1976年 - 開校記念日を指定。研究協力校社会科発表を実施
- 1980年 - テニスコート、教室床面張り替え工事、中庭全面改修工事竣工
- 1988年 - 研究奨励校発表（理科）を実施。プール上屋竣工
- 1992年 - 北棟内装全面改修工事竣工。コンピュータ教室を設置
- 2001年 - ISO14001の認証を取得
- 2004年 - 少人数学習指導開始（国語科・英語科）
- 2005年 - アメリカ合衆国テキサス州ラボック市よりジュニア大使が訪問
- 2006年 - 教育課題研究開発校「中学校における部活動の役割と課題」として研究発表を行う

## 部活動
体育系
- サッカー部
- 女子テニス部
- ラグビー部
- バスケットボール部
- 女子バレーボール部

文化系
- 演劇部
- 吹奏楽部

## 通学区域
以下の小学校区を通学区域とする。
- 武蔵野市立第五小学校
- 武蔵野市立関前南小学校

## 主な卒業生
- 安江清治（元武蔵野市議会議員、粕谷茂衆議院議員元秘書、元学校法人武蔵野東学園評議員・同窓会長）

## 周辺施設
- 東京都水道局 境浄水場
- イトーゴルフガーデン

## その他
第二音楽室は､市内合唱団「むさし野ジュニア合唱団 ”風“」の練習会場となっている。

## 交通アクセス
- JR中央線 三鷹駅北口より
- 関東バス 鷹25・電通裏行「浄水場北」下車
- ムーバス 4号路線・三鷹駅北西循環「五中北」下車